# 納利瓦伊卡
48°24′0″N 30°33′31″E / 48.40000°N 30.55861°E
納利瓦伊卡（烏克蘭語：Наливайка），是烏克蘭中部的村莊，隸屬基洛夫格勒州的霍洛瓦尼夫斯克區。該村面積2.2平方公里，海拔高度160米，2001年人口708，人口密度每平方公里321.5人。